# Stadion der Freundschaft (Frankfurt nad Odrą)
Stadion der Freundschaft – stadion wielofunkcyjny znajdujący się we Frankfurcie nad Odrą. Na tym obiekcie rozgrywają mecze piłkarze 1. FC Frankfurt.

## Położenie
Stadion położony jest przy ulicy Buschmühlenweg we Frankfurcie nad Odrą, w południowo-wschodniej części miasta, w dzielnicy Gubener Vorstadt. Obiekt od północy i zachodu okala zabudowa mieszkalna, od południa tereny zielone, a od wschodu rzeka Odra, która na tym odcinku stanowi granicę państwową między Niemcami a Polską. Nieopodal, na zachód od stadionu, przebiega linia kolejowa Berlin–Warszawa.

## Historia

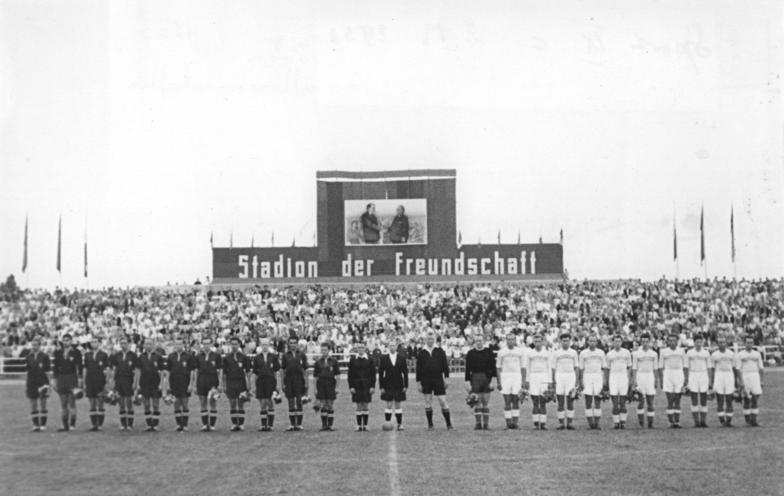
Stadion der Freundschaft
podczas inauguracji 12 lipca 1953 roku, mecz Dynamo Frankfurt–Gwardia Kraków.

Na miejsce nowego stadionu wybrano gruzowisko przy Carthausplatz, nad Odrą. Budowa rozpoczęła się w 1948 roku, a zakończyła w 1953 roku. Obiekt otrzymał nazwę Stadion der Freundschaft, co w języku niemieckim znaczy „Stadion Przyjaźni”. Stadion został otwarty 12 lipca 1953 roku z okazji 700-lecia praw miejskich Frankfurtu nad Odrą, a na inaugurację obiektu rozegrano zawody lekkoatletyczne i mecz towarzyski pomiędzy Dynamem Frankfurt a Gwardią Kraków (nazwa Wisły Kraków w latach 1949–1955), który obejrzało 25 tys. widzów, mimo pojemności 19 tys. (w tym 12 tys. siedzących), co pozostaje rekordem frekwencji stadionu.
Podczas zawodów lekkoatletycznych, które miały miejsce na obiekcie 22 września 1968 roku – Margitta Gummel ustanowiła rekord świata w pchnięciu kulą, osiągając 18,87 m.
W 1969 roku zainstalowano na stadionie cztery maszty oświetleniowe. Od marca do lipca 1971 roku, w związku z przenosinami klubu Vorwärts Berlin do Frankfurtu, trwał remont obiektu, m.in. zamontowano dodatkowe reflektory na masztach oświetleniowych, powstała nowa trybuna na prostej zachodniej, kabiny reporterskie, tunel dla zawodników i parkingi. Między 1980 a 1981 rokiem obiekt przeszedł renowację, w wyniku której zmniejszono jego pojemność do 15 943 miejsc (w tym 9943 siedzących).
Premierowym meczem dla Vorwärts na Stadion der Freundschaft, po przeprowadzce z Berlina, było spotkanie towarzyskie z bułgarskim Czerno More Warna, które przyciągnęło 16 tys. widzów. 
Od sezonu 1971/1972 do 1977/1978, od 1979/1980 do 1987/1988 i w sezonie 1990/1991 frankfurcki stadion gościł rozgrywki piłkarskie najwyższej klasy NRD – Oberligi. W pierwszym sezonie Oberligi, po przeprowadzce z Berlina do Frankfurtu, mecze Vorwärts Frankfurt przyciągały od 1500 do 12 000 (mecz z 1. FC Union Berlin) widzów. Rekordowa frekwencja ligowa padła podczas 2 kolejki sezonu 1981/1982 – spotkanie z 1. FC Magdeburg przyciągnęło 18 tys. kibiców. Stadion gościł też mecze pucharu NRD w piłce nożnej – Puchar FDGB, a największą widownię, 10 tys. widzów, zgromadził mecz w półfinale, który został rozegrany 25 marca 1981 roku pomiędzy Vorwärts Frankfurt a Dynamem Berlin.
Dzięki ligowym sukcesom klubu Vorwärts, stadion gościł też mecze piłkarskie Pucharu UEFA, m.in. z Juventusem Turyn w 1974 roku (20 tys. widzów), Ballymena United F.C. i VfB Stuttgart w 1980 roku (15 i 18 tys. widzów), Werderem Brema w 1982 roku (17 tys. widzów), Nottingham Forest F.C. w 1983 roku (18 tys. widzów) i PSV Eindhoven w 1984 roku (15 tys. kibiców).
Między 1974 a 1997 rokiem na frankfurckim stadionie odbyły się cztery spotkania międzypaństwowe. W 1974 roku reprezentacja NRD rozegrała mecz towarzyski z Kanadą, a w 1985 roku z Norwegią. Natomiast reprezentacja Niemiec, do lat 21, rozegrała w 1995 roku mecz z Bułgarią w ramach eliminacji do Mistrzostw Europy U-21 1996, który oglądało 9300 widzów, a w 1997 roku z Portugalią w ramach eliminacji do Mistrzostw Europy U-21 1998.
Po zjednoczeniu Niemiec stadion zaczął popadać w ruinę, m.in. w latach 90. zdemontowano grożącą zawaleniem tablicę wyników, a w 2000 roku ze względu na korozję zdemontowano reflektory z masztów oświetleniowych. Z uwagi na bezpieczeństwo obiekt został w 2010 roku zamknięty. We wrześniu 2012 roku zostały przekazane środki finansowe z Unii Europejskiej w wysokości 1,9 mln euro na budowę dwukondygnacyjnego budynku klubowego wraz z trybuną główną, co wymagało wyburzenia starej trybuny. Inwestycja została oddana do użytku w 2014 roku.

## Mecze międzypaństwowe
| Rodzaj spotkania | Data spotkania      | Rywale             | Frekwencja | Wynik meczu |
| ---------------- | ------------------- | ------------------ | ---------- | ----------- |
| MT               | 9 października 1974 | NRD– Kanada        | 2000       | 2:0 (1:0)   |
| MT               | 17 kwietnia 1985    | NRD– Norwegia      | 6000       | 1:0 (0:0)   |
| El. ME'96 U-21   | 14 listopada 1995   | Niemcy– Bułgaria   | 9300       | 7:0 (2:0)   |
| El. ME'98 U-21   | 5 września 1997     | Niemcy– Portugalia | 8000       | 1:1 (1:0)   |